# 위후구

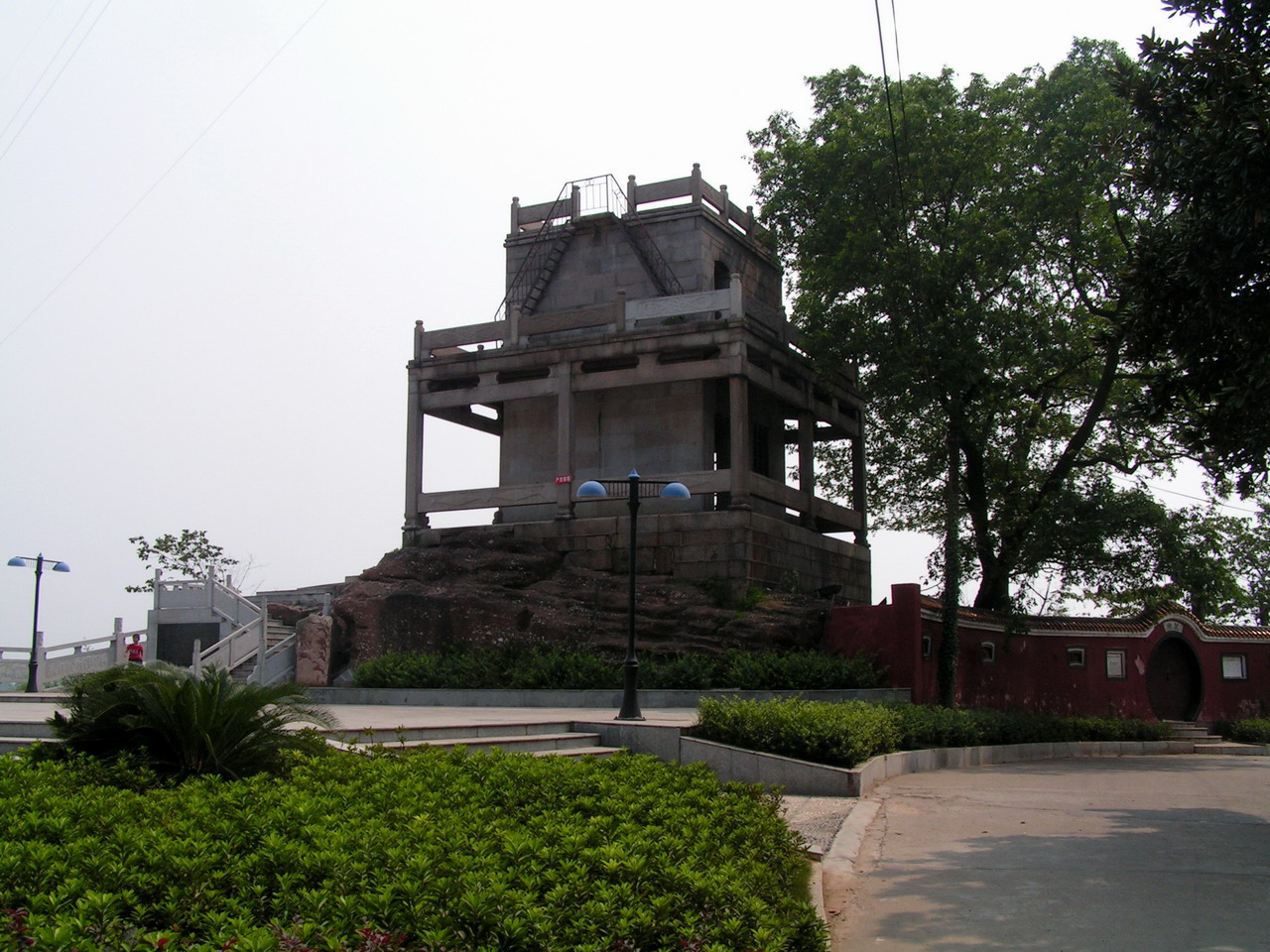

위후구(한국어: 우호구, 중국어: 雨湖区, 병음: Yǔhú Qū)는 중화인민공화국 후난성 샹탄 시의 현급 행정구역이다. 넓이는 74km2이고, 인구는 2007년 기준으로 370,000명이다.

## 행정 구역
8개 가도, 2개 진, 4개 향을 관할한다.
- 가도: 雨湖路街道, 城正街街道, 平政路街道, 云塘街道, 广场街道, 中山路街道, 窑湾街道, 羊牯塘街道.
- 진: 鹤岭镇, 楠竹山镇.
- 향: 昭潭乡, 护潭乡, 长城乡, 先锋乡.